# San Francisco el Desengaño
San Francisco el Desengaño är en ort i Mexiko.   Den ligger i kommunen Comitán Municipality och delstaten Chiapas, i den sydöstra delen av landet, 800 km öster om huvudstaden Mexico City. San Francisco el Desengaño ligger 1 233 meter över havet och antalet invånare är 169.
Terrängen runt San Francisco el Desengaño är bergig. Runt San Francisco el Desengaño är det ganska glesbefolkat, med 35 invånare per kvadratkilometer. Närmaste större samhälle är Comitán, 17,3 km öster om San Francisco el Desengaño. Omgivningarna runt San Francisco el Desengaño är en mosaik av jordbruksmark och naturlig växtlighet.